# Щолково (Міжріченський район)
Що́лково (рос. Щёлково) — присілок у складі Міжріченського району Вологодської області, Росія. Входить до складу Старосільського сільського поселення.

## Населення
Населення — 19 осіб (2010; 31 у 2002).
Національний склад (станом на 2002 рік):
- росіяни — 94 %